# Punta Ortiz, Antarktis
Punta Ortiz är en udde i Antarktis. Den ligger i Sydshetlandsöarna. Argentina, Chile och Storbritannien gör anspråk på området.
Terrängen inåt land är kuperad åt sydost, men åt nordväst är den platt. Havet är nära Punta Ortiz åt nordost. Trakten är glest befolkad. Närmaste befolkade plats är Maldonado Station, 1,3 km väster om Punta Ortiz.